# ニッチュー
株式会社ニッチューは、日本の独立系中堅鋳機メーカー。

## 概要
日本で初めてショット・ブラスト・ショットピーニング機器を開発した旧・日本鋳工（1933年創業、のちの日本ブラストマシン、現・JFEプラントエンジ）のOBが設立した。
特に船舶、鉄道、自動車等輸送機器向けの製品が主力であり、鉄道車両用増粘着材噴射装置「セラジェット」（鉄道総合技術研究所と共同開発）等、多くのヒット商品を生み出している。

## 事業所
国内
本社（東京都台東区）、神奈川（厚木市）、名古屋、大阪、九州（北九州市）、我孫子（工場）
海外
中国・タイ

## 沿革
- 1959年7月1日 - 1957年に倒産した旧・日本鋳工株式会社（千葉県流山市）の労働組合が中心となり、株式会社ニッチューを設立。設立当初は、新日本鋳工株式会社と称した。なお、当社設立の前年に、旧・日本鋳工株式会社の幹部社員が中心になって設立されたのが日本金属粉末株式会社（後の日本ブラストマシン株式会社、現在のJFEプラントエンジ株式会社）である。
- 1960年5月 - 千葉県我孫子市に新工場を完成し機械生産を開始。
- 1962年5月 - 資本金1,000万円に増資。
- 1963年
  - 2月 - 大阪営業所を開設。
  - 5月 - ゴルフ場設備機械の国産化に成功。
- 1965年6月 - 棒鋼材の酸洗に替るデスケーリング機を開発・納入する。
- 1966年7月 - AB型自動ボンベブラスターを開発し、全国各地に納入する。
- 1969年12月 - ロシア（旧・ソ連）よりF・S法砂処理造型技術を導入。
- 1970年12月 - 栃木県に、ショット、グリット製造工場設立。
- 1971年12月 - 資本金4,000万円に増資。
- 1972年2月 - シェルガス脱臭装置、キュポラ集じん装置を開発。
- 1973年3月 - 大口鋼管の内外面ブラスト機を完成、納入。
- 1977年10月 - 特殊鋳造部品の製造工場が完成。
- 1978年10月 - 西ドイツ、アイゼンベルグ・ビルト社と技術提携を結ぶ。
- 1979年4月 - 鋳鋼ショットの生産を始める。
- 1980年5月 - 資本金8,000万円に増資。
- 1985年4月 - 工場生産ラインのFA化。
- 1987年6月 - 本社にコンピューター導入。
- 1990年2月 - 我孫子工場に生産管理用コンピュータシステムを導入。
- 1991年
  - 6月 - 鉄道車両用増粘着材噴射装置「セラジェット」を財団法人鉄道総合技術研究所と共同開発開始。JR各社及び私鉄各社に採用、納入開始。
  - 9月 - 切削工具（超硬チップ）用ピーニングブラスト機納入開始。
- 1992年4月 - 油圧バルブ内面用自動エアーブラストマシンシリーズ開発、販売開始。
- 1993年10月 - 半導体向け（CPUメッキ層）ブラストマシン納入。
- 1994年
  - 2月 - タービンブレードピーニング用ロボットブラスト機納入。
  - 5月 - 建設用安全鋼板、仮囲専用機開発、納入開始。
  - 11月 - 新型ローターRF型（フランジユニットタイプ）完成。長寿命、低騒音、低振動、省エネルギーを実現。
- 1995年
  - 4月 - 卓上簡易型ブラスト機「プチブラスト」シリーズ販売開始。
  - 7月 - ビルトアップ基板デスミヤ用ブラスト方式開発。
- 1996年
  - 5月 - 自動車部品リビルド専用小型ブラストマシン開発。OEM供給開始。
  - 7月 - 塗膜変性処理（燻蒸処理）による塗装皮膜剥離処理方式を完成。
- 1997年6月 - 我孫子工場に電子部品用微粉末ブラスト機PAM-700型設置。研削材＃3000～＃5000（5～3μm）対応自動噴 射量調整機能。
- 1998年7月 - 世界最大級の微粉末対応ブラストテスト機設置。
- 1999年
  - 1月 - 海外納入累計500台突破。
  - 8月 - 屋外燃焼炉連動式装置納入。
- 2000年3月 - ブラスト委託業務開始。
- 2002年
  - 4月 - 5×10用レーザーマシン導入。
  - 7月 - ISO9001：2000 認証取得。
- 2003年4月 - 重曹ブラストマシンATSシリーズ販売開始。
- 2004年5月 - 微粉末対応ブラストマシンPAM-300、400シリーズ開発、販売開始。
- 2005年7月 - ISO9001：2000 更新。
- 2006年1月 - 精密加工用パターニング製造装置設置。クリーンルーム開設。
- 2007年
  - 4月 - ピーニング用ブラスト機納入累計600台突破。
  - 6月 - 鉄道車両用増粘着材噴射装置「セラジェット」納入累計8000台突破。
- 2008年
  - 4月 - 名古屋営業所開設。
  - 7月 - ISO9001：2000 更新。
- 2009年10月：平成21年度ものづくり中小企業製品開発等支援補助金交付。
- 2010年
  - 7月 - ISO9001：2008 更新。
  - 9月 - 平成22年度新製品新技術開発支援事業助成金交付。（台東区）
  - 10月 - 神奈川事業所開設。
  - 12月 - タイ バンコクに現地法人会社を設立。
- 2011年
  - 1月 - 中国江蘇省に現地法人会社、工場を設立。
  - 4月 - 九州事業所開設。
  - 7月 - ISO9001更新。認定取得事務所は本社、我孫子、大阪、名古屋。ISO14001の認証取得。認定取得事務所は本社、我孫子、大阪、名古屋。